# Mhallami
Gli mhallami (in arabo المحلمية‎?, al-Muḥallamiyya; in turco Mıhellemiler), chiamati anche mardalli, costituiscono un gruppo etnico arabo originario della provincia di Mardin, in Turchia sudorientale. Suddivisi in numerosi clan, sono di religione musulmana sunnita sciafeita e parlano un dialetto arabo mesopotamico settentrionale. Gran parte della comunità emigrò in Libano nel corso del XX secolo, stabilendosi principalmente a Beirut, Tripoli e nella valle della Beqa', rimanendo tuttavia ai margini della società libanese. Con lo scoppio della guerra civile in Libano molti dei clan mhallami emigrarono in Germania, dove costituiscono oggi la gran parte della locale comunità libanese. Molti clan mhallami in Germania sono stati coinvolti in attività criminali.

## Storia
Secondo la gran parte delle fonti gli antenati degli mhallami si stabilirono nella regione di Midyat nel V secolo; essi si ritiene discendano dalla tribù araba dei Banu Shayban, affiliati ai Rabi'a. Dopo essersi inizialmente convertiti al cristianesimo, con l'arrivo dell'islam in Anatolia nel VII secolo gli antenati degli mhallami abbracciarono rapidamente la nuova fede.
Alla nascita della Repubblica Turca di Mustafa Kemal Atatürk nel 1923 la regione abitata dagli mhallami risultava sottosviluppata dal punto di vista infrastrutturale ed economico; lo Stato turco adottò una politica di turchizzazione forzata atta ad assimilare le minoranze etnolinguistiche, reprimendo l'identità e la cultura araba degli mhallami. Con la ribellione dello Sceicco Said del 1925 e la conseguente repressione dello Stato turco, numerosi mhallami cominciarono a emigrare in massa verso il Libano e la Siria. Altre motivazioni importanti che portarono molti mhallami a emigrare dalla Turchia furono la coscrizione militare e le numerose faide.
Beirut rappresentò la destinazione principale per i migranti mhallami, in quanto rappresentante uno dei principali centri economici e culturali del mondo arabo; la predilezione per il Libano da parte dei migranti mhallami fu favorita anche dalla comune lingua araba e dalla presenza di parenti; la migrazione si protrasse principalmente tra gli anni 1920 e 1940 e coinvolse piccoli gruppi e famiglie. Un secondo flusso migratorio si verificò poi tra gli anni 1950 e 1970 per motivazioni economiche. In Libano gli mhallami si associarono spesso agli immigrati curdi, anche per godere inizialmente degli aiuti sociali forniti alla comunità curda dai fratelli Jaladat e Kamuran Badirkhan. La grande maggioranza degli mhallami in Libano non ottennero la cittadinanza libanese e non riuscirono a integrarsi nel locale tessuto socioeconomico, vivendo ai margini della società libanese e rimanendo nei decenni seguenti in stato di povertà.
Con lo scoppio della guerra civile in Libano i quartieri abitati dagli mhallami furono anch'essi colpiti dai combattimenti e gran parte della comunità emigrò in massa verso la Germania, stabilendosi principalmente a Berlino. Agli mhallami rimasti in Libano venne garantita la cittadinanza libanese nel 1994, in seguito alla fine del conflitto.

## Identità e struttura sociale
Per quanto si ritenga che gli mhallami discendano dalla tribù araba dei Banu Shayban, molti mhallami si ritengono discendenti dei Banu Hilal, per quanto questa teoria non sia sostenuta da evidenze storiche. Alcune fonti sostengono invece che gli mhallami discendano da cristiani assiri di lingua aramaica e che si possano quindi definire assiri musulmani. Numerosi mhallami si identificano invece come curdi di lingua araba; generalmente i curdi di lingua curda identificano però gli mhallami come arabi. Generalmente gli mhallami residenti in Libano evitano di essere associati ai locali curdi e si identificano come arabi turchi. Il legame con i villaggi originari in Turchia rimane molto forte e molti mhallami residenti in Libano tornano nei propri villaggi ancestrali per investirvi economicamente e sposarsi. Un forte legame con la Turchia si è poi sviluppato tra gli mhallami più giovani in Libano, fenomeno favorito anche dalle attività delle istituzioni culturali turche operanti nel paese.
Gli mhallami sono suddivisi in decine di clan (ashira), i membri dei quali riconoscono un unico capostipite in comune; i clan sono poi suddivisi in subclan (fakhdh), suddivisi a loro volta in famiglie (bayt); le bayt costituiscono famiglie estese multigenerazionali e rappresentano la principale base sociale ed economica degli mhallami; l'influenza dei capifamiglia e i legami sociali si fondano sulle bayt. Oltre che con il clan, risulta importante anche l'identificazione con il villaggio ancestrale.
In Libano le principali famiglie e clan mhallami sono gli al-Zeyn, gli Atris, i Fakhro, i Fettah, i Harb, i Miri, gli Omari, i Ramadan, i Rammu, i Sha'bu e i Sheikhmusa e i principali villaggi di origine sono Üçkavak (al-Rashidiyyah) e Ömerli (Mas'arti); la comunità è concentrata principalmente nella zona di Beirut, in particolare nei quartieri di Basta, Zikak al-Bilat, Burj Abi Haidar, Aysha Bakkar e Burj El Barajneh; altre famiglie risiedono nella valle della Beqa', precisamente ad al-Khiyarah e a Bir Elias, oltreché a Tripoli. In Germania le famiglie e clan principali sono gli al-Zeyn, i Miri, gli Omeirat e i Rammu e i villaggi ancestrali principali sono Üçkavak (al-Rashidiyyah) e Yenilmez (al-Makhashiniyyah).